# Theatre of Hate

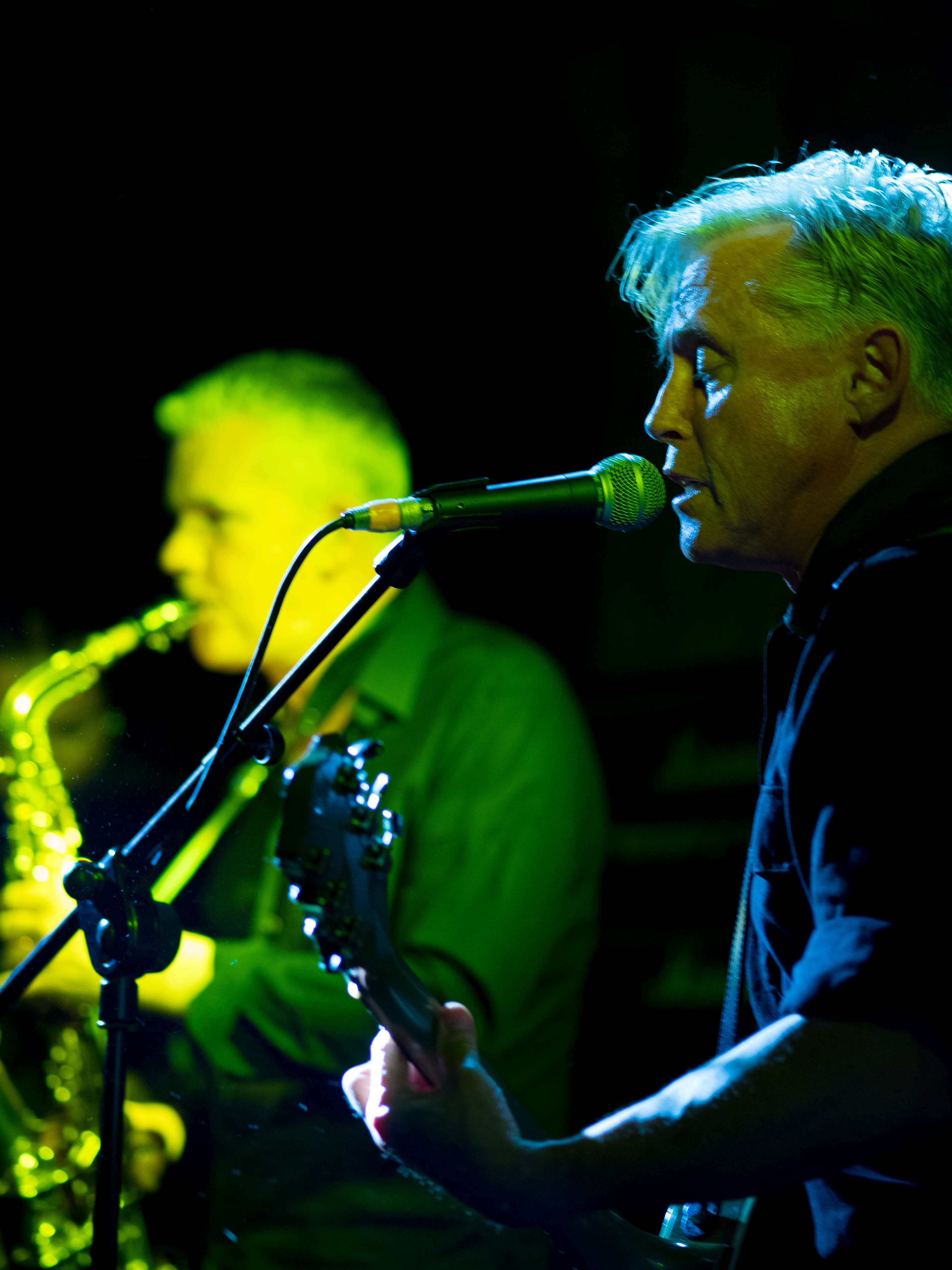
Theatre of Hate (2015)

Theatre of Hate ist eine britische Post-Punk-Musikgruppe. Sie wurde 1980 gegründet. Zum Lineup zählen Kirk Brandon (Sänger, Songtexter), Stan Stammers (Bass), John Lennard (Saxophon) und der zuvor bei Crisis aktive Luke Rendle (Schlagzeug). Ihre wohl bekannteste Single ist Do You Believe in the Westworld? aus dem Jahre 1982. Kirk Brandon, der auch bei The Pack gespielt hatte, erlangte später mit der Band Spear of Destiny vor allem in Großbritannien recht großen Erfolg.

## Diskografie

### Alben
Studioalben
- Westworld (1982)
- Ten Years After (1993)
- Retribution (1996)
- Aria of the Devil (1998)

Livealben
- He Who Dares Wins (1981)
- Live at the Lyceum
- He Who Dares Wins: Live In Berlin
- Original Sin Live

Kompilationen
- Revolution (1984)
- The Complete Singles Collection (1995)

### Singles
- Original Sin / Legion (1980)
- Rebel Without A Brain / My Own Invention (1981)
- Nero / Incinerator (1981)
- Do You Believe In The Westworld? / Propaganda (1982)
- The Hop / Conquistador (1982)
- Eastworld / Assegai (1982)
- Americanos